# Peter Foster
Peter Foster (?, Vitória, 27 de julho de 1960) é um ex-canoísta australiano especialista em provas de velocidade.

## Carreira
Foi vencedor da medalha de bronze em K-2 1000 m em Seul 1988, junto com o seu colega de equipa Kelvin Graham.